# Rivière Clinton (rivière Arnold)
Pour les articles homonymes, voir Clinton.
La rivière Clinton est un affluent de la rivière Arnold dont le courant coule vers le nord pour se déverser successivement sur la rive sud de la décharge du Lac des Joncs, la rive sud du lac Mégantic, la rivière Chaudière et la rive sud du fleuve Saint-Laurent.
La rivière Clinton coule dans les municipalités de Notre-Dame-des-Bois, de Saint-Augustin-de-Woburn et de Piopolis, dans la municipalité régionale de comté Le Granit, dans la région administrative de l'Estrie, au Québec, au Canada.

## Géographie

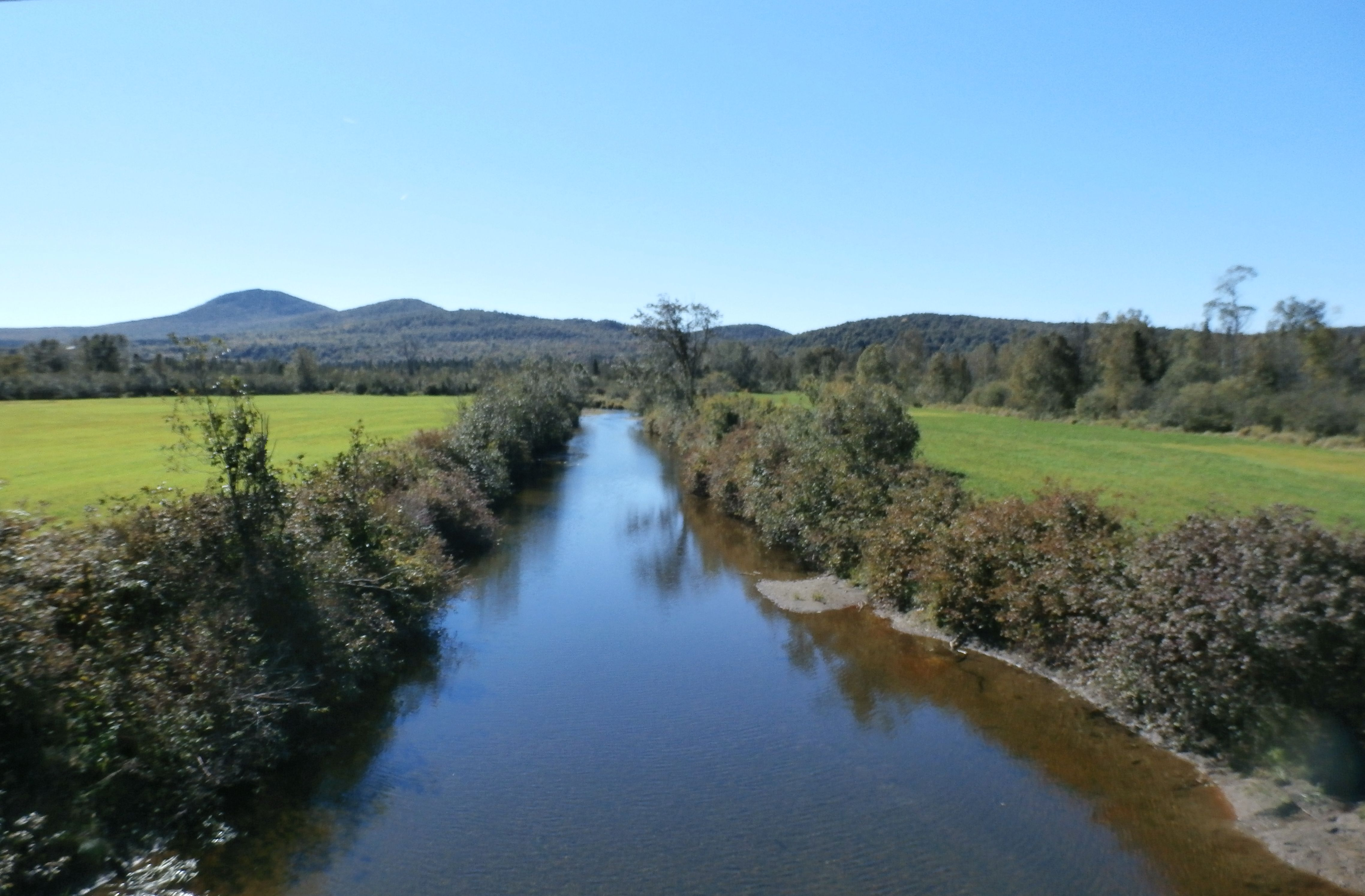
Rivière Clinton vers l'amont.

La rivière Clinton prend sa source à 2,0 km au nord-est du sommet du mont Saddle, près de la Frontière entre le Canada et les États-Unis, dans la municipalité de Notre-Dame-des-Bois.
À partir de sa source, la rivière Clinton coule sur 21,8 km, répartis selon les segments suivants :
- 1,7 km vers l'est dans le canton de Chesham, dans la municipalité de Notre-Dame-des-Bois, jusqu'à la limite du canton de Woburn qui appartient à Saint-Augustin-de-Woburn ;
- 2,7 km vers le nord-est, jusqu'à la confluence du "ruisseau du Mocassin" juste avant le pont de la route 212 ;
- 4,2 km vers le nord-est, jusqu'à la confluence d'un ruisseau, qui prend sa source près du mont Scotch (680 mètres), et qui arrive du sud-ouest ;
- 0,4 km jusqu'à la limite du canton de Clinton ;
- 4,9 km vers le nord-est, jusqu'à la confluence d'un ruisseau venant de l'ouest ;
- 1,6 km vers le nord-est, jusqu'à la limite de la municipalité de Piopolis ;
- 2,5 km vers l'est, en formant une courbe vers le nord, dans Piopolis ;
- 2,8 km vers le sud-est, jusqu'à la confluence d'un ruisseau (venant du sud) ;
- 1,0 km vers le nord-est, en coupant le "chemin de la rivière Bergeron", jusqu'à sa confluence.

La rivière se déverse sur la rive ouest dans la rivière Arnold dans une zone marécageuse d'environ 5 km2, entre de Piopolis et Saint-Augustin-de-Woburn ; cette confluence est située à 4,2 km avant sa confluence avec la rivière aux Araignées laquelle coule vers le nord-ouest pour se déverser dans le lac Mégantic.

## Toponymie
Le toponyme rivière Clinton a été officialisé le 5 décembre 1968 à la Commission de toponymie du Québec.